# ロボット倫理学
ロボット倫理学（ろぼっとりんりがく）とは、ロボットに関する倫理的問題を扱う、応用倫理学の一分野である。英語ではrobot ethicsまたはroboethicsと呼ばれる。「ロボット」という言葉で指される対象の範囲は明確ではないが、ロボット倫理学においては自律的機械の他にも、ドローンなどの遠隔操作される機械、いわゆる「ボット」のようなソフトウェアエージェント、パワードスーツなども議論の対象にされている。

## 概要
現在、ロボット技術の高度な発展に伴い、医療ロボットや軍事ロボットのように人の生死に直接的に関わるロボット、家事ロボットやペットロボットのように一般市民の生活に密着したロボットが多く現れており、ロボットが人間や社会と関わる場面、そして与える影響は大きくなっている。こうした状況を背景にロボット倫理学は、ロボットとロボット工学に特有の倫理的な問題を扱う応用倫理学の一分野として誕生し、発展してきた。
最初にroboethicsという言葉を使ったのは、イタリアのロボット工学者ジャンマルコ・ヴェルジオ（Gianmarco Veruggio）である。彼は2000年にロボット工学と社会との関わりについて研究するためにScuola di Roboticaという協会を設立し、2002年に「ロボット倫理学Roboethics」という言葉を作り、その推進を提唱した。2004年には彼が議長となりイタリアのサンレモでロボット倫理学の最初の国際会議First International Symposium on Roboethicsが行われた。
ロボット倫理学が扱う話題は戦争における無人機や自律型兵器の使用の是非、コンパニオンロボットが人間の心理や人間同士の関係に与える影響、ロボットによる情報の収集とプライバシーの問題などがある。特に戦争におけるロボット兵器の使用は、遠隔操作される無人爆撃機がアフガニスタンやイラクで使用され、多くの付帯的損害を生み出していることや、アメリカ・イスラエル・イギリス・韓国などがさらに人間の監督・操作を要しない自律的なロボット兵器の開発を進めていることもあり、多くの関心を引いている。

## 特色
ロボット工学者・メーカー・利用者の守るべき倫理規範として考えた場合には、技術倫理・工学倫理の一部として位置付けることができる。また多くのロボットはコンピューターによって制御され、情報処理を行っていることから、情報倫理やコンピューター倫理とオーバーラップする部分もある。その一方で、ロボット倫理学にはいくつかの固有の問題領域もある。その一つがロボットの「道徳性」の問題である。ある研究者はロボットの社会進出の増大に伴い、ロボットに倫理的な判断と行動をさせる必要が生じると主張する。
このような試みは、ロボットに倫理的な判断をさせることや倫理的な行動を取らせることはどこまで許容されるかという実際的な問題を生じさせると同時に、ロボットは真の道徳的行為者になりうるか、という哲学的な問いも生じさせる。
またロボットが知性や感情を持つようになれば、私たちはロボットを道徳的に扱わなければならなくなるかもしれない、という懸念もある。実際、ボストン・ダイナミクス社の開発した４足歩行ロボット「Spot」を紹介する動画の中で、人間がロボットを蹴とばすシーンがあり、それを視聴した人の中には、ロボットでも蹴っ飛ばすのはかわいそう、非倫理的だという感想を持つ人々がいた。ちなみにその動画の最後には"No robots were harmed in the making of this video" （「この動画の撮影中に傷つけられたロボットはいません」）というテロップが出された。